# سفارة فرنسا في المجر
سفارة فرنسا في المجر هي أرفع تمثيل دبلوماسي لدولة فرنسا لدى المجر. تقع السفارة في Terézváros ‏ وهي تهدف لتعزيز المصالح الفرنسية في المجر.

## وصلات خارجية
- الموقع الرسمي
- قائمة سفارات فرنسا
- قائمة السفارات في المجر